# 名古屋艺术大学
名古屋艺术大学（英語：Nagoya University of the Arts）是一所位于日本爱知县北名古屋市的私立大学。

## 历史

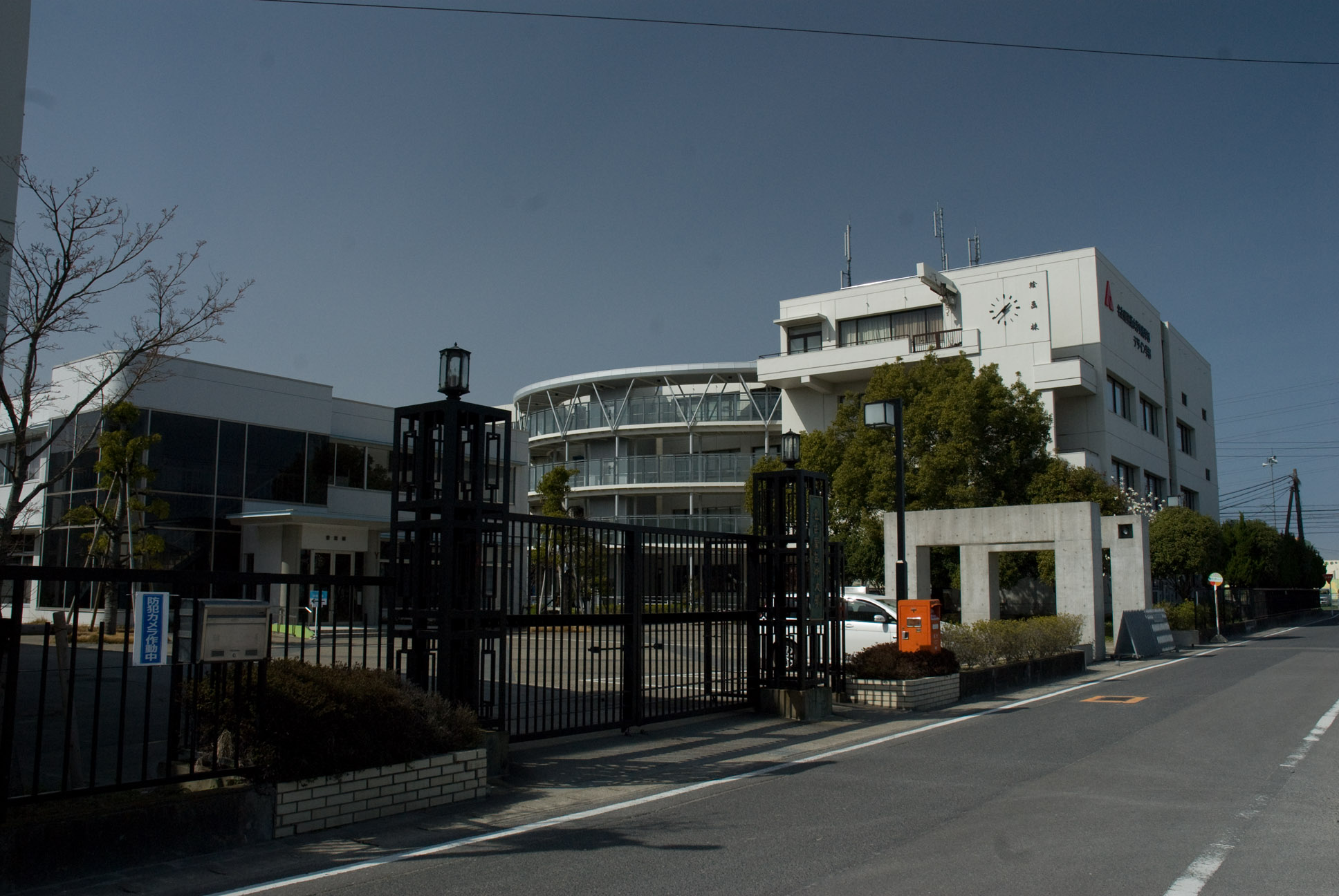
西校区

1970年创建于日本爱知县北名古屋市，简称名古屋艺大。分为东西两个校区。音乐和美术是其强项。